# Romancheinidae
Romancheinidae zijn een familie van mosdiertjes (Bryozoa) uit de orde van de Cheilostomatida. De wetenschappelijke naam ervan is in 1888 voor het eerst geldig gepubliceerd door Jullien.

## Geslachten
- Allerescha Gordon, 1989
- Antarcticaetos Hayward & Thorpe, 1988
- Arctonula Gordon & Grischenko, 1994
- Bioptica Gordon, 2014
- Biporochella Guha & Nathan, 1996  †
- Bostrychopora Hayward & Thorpe, 1988
- Cheilonella Koschinsky, 1885
- Elleschara Gordon, 1984
- Hellerasca Gordon, 1989
- Hemiphylactella Vigneaux, 1949  †
- Hippolyrula Vigneaux, 1949  †
- Hippomenella Canu & Bassler, 1917
- Hippopleurifera Canu & Bassler, 1925
- Hoplocheilina Canu, 1911  †
- Lageneschara Hayward & Thorpe, 1988
- Metrarabdotomorpha d'Hondt, 1983
- Obliquostoma Thoelen, 1968  †
- Ochetosella Canu & Bassler, 1917  †
- Opaeomorpha Zágorsek, 2001  †
- Pachykraspedon Koschinsky, 1885  †
- Pleurolyrula Vigneaux, 1949  †
- Pseudosclerodomus d'Hondt & Schopf, 1985
- Psilopsella Canu & Bassler, 1927
- Ragionula Canu & Bassler, 1927
- Romancheina Jullien, 1888
- Temacheilonella d'Hondt, 2017
- Temachia Jullien, 1882

### Synoniemen
- Acanthionella Canu & Bassler, 1917  † => Hoplocheilina Canu, 1911  †
- Bathosella Canu & Bassler, 1917 => Hoplocheilina Canu, 1911  †
- Haywardipora Soule, Soule & Chaney, 1995 => Escharella Gray, 1848
- Mucronella Hincks, 1880 => Escharella Gray, 1848
- Perigastrella Canu & Bassler, 1917 => Escharella Gray, 1848
- Phylactellipora Bassler, 1953 => Neolagenipora Vigneaux, 1949
- Psilopsea Canu & Bassler, 1927 => Psilopsella Canu & Bassler, 1927
- Semiescharella d'Orbigny, 1852 => Hippopleurifera Canu & Bassler, 1925